# Herminia modestalis
Herminia modestalis är en fjärilsart som beskrevs av Boldt 1928. Herminia modestalis ingår i släktet Herminia och familjen nattflyn. Inga underarter finns listade i Catalogue of Life.